# Gustav von Kessel (général, 1846)
Pour les articles homonymes, voir Kessel.
Gustav Emil Bernhard Bodo von Kessel (né le 6 avril 1846 à Potsdam et mort le 28 mai 1918 dans le manoir de Berlin-Heerstraße (de))  est un colonel général prussien, haut commandant des Marches et gouverneur de Berlin.

## Biographie

### Origine
Gustav von Kessel est le fils du major général prussien Emil von Kessel (né le 21 mars 1804 à Potsdam et mort le 8 novembre 1870 dans la même ville) et son épouse Julie Elise, née baronne von Canstein, veuve von Buddenbrock (de) (née le 4 août 1808 à Eschwege et morte le 6 mai 1895 à Potsdam).

### Carrière militaire
Kessel étudie aux écoles secondaires de Posen, Dantzig et Oppeln et est diplômé de l'académie de chevalerie de Liegnitz. Le 1er mai 1864, il devient grenadier dans le 1er régiment à pied de la Garde de l'armée prussienne. Un an plus tard, il est promu sous-lieutenant.
Il combat dans la guerre austro-prussienne de 1866 et est blessé au pied dans la bataille de Sadowa. Dans la guerre franco-prussienne de 1870/71, il est Adjudant de son oncle, le colonel Bernhard von Kessel. Dans la bataille de Saint-Privat, il subit une blessure au bras. Sa convalescence s'éternise jusqu'à la fin de la guerre, après quoi il retourne dans son régiment.
En 1872, Kessel est promu premier lieutenant. Il étudie ensuite l'Académie de guerre prussienne de 1873 à 1874. Puis il est transféré à l'état-major général. En 1878, il prend la direction d'une compagnie et est promu capitaine. Il prend le commandement de la compagnie du Corps en tant que commandant en 1881. Deux ans plus tard, il est nommé Adjudant du prince héritier Frédéric-Guillaume. En 1885, il est promu major. Il est nommé adjudant d'aile de l'empereur Frédéric III en 1888, et après la mort de celui-ci, il reprend ce poste auprès de l'empereur Guillaume II. Il est promu lieutenant-colonel en 1889, avec lequel il commande également la compagnie du château l'année suivante. En 1891, il est promu colonel. Il est nommé commandant du 1er régiment à pied de la Garde en 1893. Il est promu major général et général à la suite de Sa Majesté en 1896.
L'année suivante, Kessel prend le commandement de la 1re brigade d'infanterie de la Garde et est nommé commandant de Potsdam. Il est promu lieutenant général en 1899, associé au poste d'adjudant général de l'empereur. Parallèlement, il prend le commandement de la 2e division de la Garde le 25 mars 1899, et à partir du 27 janvier 1900, il commande la 1re division de la Garde. Du janvier 1902 au 28 mai 1909, il est le général commandant du corps de la Garde.
De 1909 à 1918, Kessel est haut commandant des Marches et gouverneur de Berlin. Dans les années de la Première Guerre mondiale à partir de 1914, il a le pouvoir exécutif sur Berlin. Lorsque des troubles sociaux éclatent à Berlin à partir de 1916 en raison de la mauvaise situation de l'approvisionnement, il veut approvisionner les affamés en soupes populaires. Lorsque les émeutes de grève éclatent à Berlin en janvier 1918, il utilise des mesures militaires contre les grévistes et réprime ainsi la grève.
Après sa mort en mai 1918, le colonel général Alexander von Linsingen reprend son poste de gouverneur à Berlin.

### Famille
Lors de son premier mariage, Kessel épouse à Potsdam, le 22 septembre 1877, Friederike (Frieda) baronne von Esebeck (de) (née le 14 août 1854 à Berlin et morte le 12 février 1913 dans la même ville), la fille du major prussien Karl baron von Esebeck et de Klara von Rothkirch et Panthen. En 1911, le couple vit à Berlin au 252 Kurfürstendamm. De ce mariage naît la peintre Elisabeth von Kessel (1893-1980), mariée à Martin Möller à Swakopmund. Quatre ans après la mort de sa première épouse, Kessel se marie une seconde fois le 29 avril 1917 à Berlin-Wilmersdorf, un an seulement avant sa mort, Katharina von Borstell (née le 16 mars 1878 au manoir de Groß Schwarzlosen, arrondissement de Stendal et morte le 2 juillet 1951 à Stendal), fille de Walter von Borstell, fidéicommis sur Groß-Schwarzlosen et autres, et de Martha von Böhlendorff-Kölpin.

### Récompenses
Kessel est chef du 20e régiment d'infanterie (pl). Pour ses nombreuses années de service, il est également décoré :
- Ordre de l'Aigle noir avec chaîne[3]
- Grand-croix de l'Ordre de l'Aigle rouge avec couronne[3]
- Ordre de la Couronne de 1re classe[3]
- Grand Commandeur de l'Ordre Royal de la Maison des Hohenzollern[3]
- Croix de fer (1870) de 2e classe[3]
- Chevalier de l'Ordre de Saint-Hubert[3]

## Travaux
- Die Ausbildung des Preussischen Infanterie-Bataillons im praktischen Dienst, Berlin 1863 (Buch online lesen)
- Geschichte des Königlich Preußischen Ersten Garde-Regiments zu Fuß 1857–1871, Berlin 1881